# Yên (Tam quốc)
Yên (燕 國) là một vương quốc ở Trung Quốc tồn tại từ năm 237 đến tháng 9 năm 238 ở khu vực bán đảo Liêu Đông trong thời kỳ Tam Quốc. Nước này dựng nên bởi do Công Tôn Độ và con trai ông là Công Tôn Khang cai trị từ năm 190 đến năm 237. Mặc dù Yên chỉ tuyên bố độc lập vào năm 237, các sử gia như Vương Trọng Thù và Hầu Đào coi nó là một chế độ độc lập trên thực tế. Chế độ khởi dựng từ khi Công Tôn Độ thiết lập quyền cai trị của ông ở Liêu Đông vào năm 190. Mặc dù tồn tại trong thời Tam Quốc, nhưng nó không phải là một trong ba vương quốc: (Ngụy, Thục và Ngô). Tuy nhiên, các tác gia như Khang Hữu Vi coi đây là "quốc gia thứ 4".

## Nền tảng

### Công Tôn Độ
Cha của Công Tôn Độ là Công Tôn Yên (公孫 延) sống ở Huyền Thố, nơi Công Tôn Độ nắm quyền vào năm 170. Mặc dù ông đã bị cách chức, ông trở thành thái thú của quận Liêu Đông vào năm 190 hoặc 189 theo sự tiến cử của Đổng Trác. Công Tôn Độ thiết lập chế độ quân chủ và hoàn toàn kiểm soát Liêu Đông. Ông chia Liêu Đông thành ba phần, tạo ra quận Liêu Tây và quận Trung Liêu cùng Liêu Đông.
Liêu Đông tiếp giáp với Goguryeo, vua của họ ban đầu hợp tác với Công Tôn Độ nhưng sau đó thường xuyên bất hòa. Công Tôn Độ cho quân liên tục tấn công cả Goguryeo và Ô Hoàn. Năm 196, Tào Tháo phong cho Công Tôn Độ các danh hiệu "mãnh tướng quân" và "Ung Ninh Hướng tước gia". Tuy nhiên, Công Tôn Độ đã từ chối danh hiệu này, coi mình là vua của Liêu Đông chứ không phải là một tước gia đơn thuần. Danh hiệu sẽ được trao cho con trai ông sau khi ông mất. Các hoạt động quân sự của ông phần lớn được cho là dẫn đến sự trỗi dậy của gia tộc Công Tôn.

### Công Tôn Khang
Khi Công Tôn Độ qua đời vào năm 204, con trai của ông là Công Tôn Khang lên thay thế, và không lâu sau đó đã thừa cơ xảy ra mối thù kế vị ở Goguryeo. Mặc dù người được Công Tôn Khang ủng hộ cuối cùng đã bị đánh bại, người chiến thắng ngai vàng của Goguryeo là Sơn Thượng Vương buộc phải dời kinh đô của ông về phía đông nam đến Hoàn Đô (Tập An, Cát Lâm ngày nay) trên sông Áp Lục, nơi phòng bị tốt hơn. Công Tôn Khang đưa quân đến và lập lại trật tự vùng Lạc Lãng, thành lập quận Đái Bàng mới bằng cách tách phần phía nam của Lạc Lãng.
Năm 207, Công Tôn Khang giết các con trai của Viên Thiệu là Viên Thượng và Viên Hi, rồi giao thủ cấp cho Tào Tháo. Hành động của Công Tôn Khang được coi là một hành động tuân lệnh Tào Tháo, nhưng con trai ông là Công Tôn Uyên về sau chống lại sự phục tùng này.

### Công Tôn Cung
Sau cái chết của Công Tôn Khang, hai người con trai của ông là Công Tôn Hoàng và Công Tôn Uyên còn quá nhỏ để kế vị. Kết quả là anh trai ông là Công Tôn Cung lên ngôi. Tuy nhiên, ông bị bệnh tiểu đường và bị vô sinh. Sau khi Tào Phi đánh chiếm Đông Hán, ông bảo Công Tôn Cung đưa một người con trai làm con tin cho Tào Tháo. Công Tôn Hoàng, con trai trưởng của Công Tôn Khang được gửi đến Lạc Dương. Công Tôn Cung không dám gây hấn với Tào Ngụy, và Công Tôn Uyên coi ông là kẻ hèn nhát. Tuyên bố rằng mình sẽ khôi phục lại vinh quang Liêu Đông, ông đã ép Công Tôn Cung thoái vị, giam cầm Cung và trở thành người cai trị vào tháng 12 năm 228.

### Công Tôn Uyên
Công Tôn Uyên định liên minh với Đông Ngô đã cử sứ giả đến vào tháng 5 năm 229. Vào tháng 2 năm 230, Ngụy thăng Công Tôn Uyên lên làm Xa kị tướng quân. Vào tháng 3 năm 232, Tôn Quyền sai sứ đến Công Tôn Uyên để xin ngựa và được cung cấp. Tuy nhiên, khi trở về vào tháng 9, các sứ quân đã bị Điền Dự tấn công. Hầu hết hàng hóa của họ bị mất và một trong những sứ giả đã bị giết. Tháng 10 năm 232, Công Tôn Uyên sai sứ sang nhận làm chư hầu nước Ngô. Vào tháng 3 năm 233, Ngô phong cho ông ta là "Yên vương", và cử hai sứ thần đến; họ bị giết bởi Công Tôn Uyên và đầu của họ được mang đến Lạc Dương, Công Tôn Uyên xin chấp nhận làm chư hầu Tào Ngụy. Thái độ của Công Tôn Uyên khiến cả Tào Ngụy và Đông Ngô tức giận; Tào Duệ (vua của Tào Ngụy) và Tôn Quân (vua của Đông Ngô) đều thề sẽ giết ông ta.
Năm 237, tướng Vô Khâu Kiệm của Tào Ngụy đưa quân tấn công Công Tôn Uyên, nhưng bị đánh bại vì mưa lớn.

## Triều đại của Công Tôn Uyên
Sau thất bại của Vô Khâu Kiệm, Công Tôn Uyên tuyên bố độc lập vào tháng 7, và sử dụng niên hiệu là Thiệu Hán; thành lập 4 quận: Liêu Đông, Huyền Thố, Lạc Lãng và Đái Bàng, và vào tháng 1 năm 238, Uyên cố nối lại quan hệ với Ngô, với hy vọng viện binh.

### Sụp đổ
Tháng 6 năm 238, sau khi lập kế hoạch với Tào Duệ, Tư Mã Ý, một trong những tướng lĩnh của Tào Ngụy dẫn 40.000 quân tấn công Tôn Công Uyên; sau một cuộc bao vây kéo dài ba tháng, tổng hành dinh của Uyên rơi vào tay Tư Mã Ý, Ý đã nhận được sự trợ giúp từ Goguryeo, một trong Tam Quốc của Triều Tiên. Nhiều người của gia tộc Công Tôn đã bị thảm sát. Công Tôn Cung thoát khỏi nơi giam.

## Mối quan hệ với Goguryeo
Goguryeo thường xuyên đánh nhau với gia tộc Công Tôn bất chấp quan hệ hợp tác ban đầu. Năm 197, xung đột giữa họ Công Tôn và Goguryeo lần đầu tiên nổ ra khi Phát Kỳ, anh trai của Sơn Thượng Vương vua Goguryeo, tổ chức một cuộc nổi loạn và được sự ủng hộ của Công Tôn Độ. Em trai của Sơn Thượng Vương là Kế Tu đẩy lùi cuộc tấn công, đánh bại Công Tôn Độ, Phát Kỳ tự sát. Công Tôn Khang lợi dụng mối thù kế vị ở Goguryeo và phát động một cuộc tấn công lần nữa vào năm 209, đánh bại Goguryeo và buộc họ phải dời đô. Trong cuộc chinh phục Yên của Tư Mã Ý, Goguryeo đã cử hàng nghìn quân đến hỗ trợ Tư Mã Ý.

## Tác động

### Quan hệ Trung-Goguryeo
Sau khi các sứ thần của Ngô bị Công Tôn Uyên giết vào năm 233, một số quân của họ đã trốn thoát đến Goguryeo và thiết lập liên minh Ngô-Goguryeo. Năm 234, Tào Ngụy cử sứ giả liên minh với Goguryeo. Giữa Ngụy và Ngô, Goguryeo chọn Ngụy - giết các sứ thần của Ngô vào năm 234 và một nhóm sứ thần khác vào năm 236. Năm 238, Goguryeo cử quân đến hỗ trợ đánh bại Công Tôn Uyên. Liên minh Ngụy-Goguryeo tan vỡ vào năm 242, khi Đông Xuyên Vương của Goguryeo cướp bóc quận của Liêu Đông là Tây An (西安平; gần Đan Đông ngày nay) ở cửa sông Áp Lục. Ngụy phát động chiến tranh để trả đũa, kết thúc bằng chiến thắng của Ngụy, họ phá hủy Hoàn Đô của Goguryeo, khiến Vua Goguryeo chạy trốn, phá vỡ các mối quan hệ triều cống giữa Goguryeo và các bộ tộc khác của Hàn Quốc, những bộ tộc đã hình thành nên phần lớn nền kinh tế của Goguryeo. Mặc dù vị vua bỏ trốn bị bắt và cuối cùng phải định cư ở một kinh đô mới, Goguryeo đã bị thu hẹp đến mức trong suốt nửa thế kỷ tiếp theo không thấy nhắc đến trong các văn bản lịch sử Trung Quốc.

### Ngũ Hồ
Việc Tư Mã Ý chinh phục Công Tôn Uyên một phần được cho là do Sự kiện nổi dậy của Ngũ Hồ, với ý đồ lấy ngân khố từ Liêu Đông và buộc người Hán ở Liêu Đông phải di chuyển vào nội địa, khiến Tiên Ti tiến quân vào Liêu Đông.